# Joy
Joy es una novela del escritor cubano-uruguayo Daniel Chavarría, publicada en 1978.

## Sinopsis
El libro nos habla sobre los temas del contraespionaje, de las agresiones de los gobiernos de los Estados Unidos de América hacia Cuba y sobre todo del apartado de la guerra biológica.

## Premios
- Premio Aniversario de la Revolución, La Habana, 1975.
- Premio Capitán San Luis, a la mejor novela policiaca publicada en Cuba durante la década 70-80, (1978).

## Ediciones
- Editorial Letras Cubanas, La Habana, Cuba, 2001.